# Alaska Native Language Center
O Centro de Línguas Nativas de Alaska  fundado em 1972 em Fairbanks, Alaska, é um instituto que se dedica à investigação e documentação das línguas nativas de Alasca.
Em 1974 Michael Krauss elaborou um mapa linguístico de Alaska, que actualizou em 1982; desde então é a referência regular. No verão boreal de 2011, a instituição publicou uma versão actualizada do mapa de Krauss.